# Oncle Vania (film, 1970)
Pour les articles homonymes, voir Oncle Vania (homonymie).
Pour plus de détails, voir Fiche technique et Distribution.
Oncle Vania (en russe : Дядя Ваня)  est un film d'Andreï Kontchalovski tiré de la pièce éponyme d'Anton Tchekhov. Ce film est sorti en URSS en 1970. L'histoire et les décors se rapprochent le plus des indications laissées par le dramaturge pour sa pièce.

## Argument
L'histoire se passe dans une demeure de campagne dans une province de la Russie profonde. La vie y est ennuyeuse et paraît ne pas avoir de sens pour les protagonistes qui souffrent et s'étiolent de ne pas avoir pu réaliser leurs rêves. Oncle Vania est un homme cultivé qui est attiré par Éléna, venue avec son mari (dont la première épouse était la sœur d'oncle Vania) plus âgé et fat. Pourtant la pesanteur des choses retombe sur chacun d'entre eux...

## Distribution
- Innokenti Smoktounovski : Ivan Petrovitch Voïnitski (Oncle Vania).
- Sergueï Bondartchouk : Mikhaïl Lvovitch Astrov.
- Irina Kouptchenko : Sonia.
- Irina Mirochnitchenko : Éléna Andréïevna Sérébriakova.
- Vladimir Zeldine : Alexandre Vladimirovitch Sérébriakov.
- Irina Anissimova-Wulf : Maria Vassilievna Voïnitskaïa.
- Nikolaï Pastoukhov : Téléguine.
- Ekaterina Mazourova : Marina.

## Récompenses
- 1971 – festival international du film de Saint-Sébastien.
- 1972 – festival des films soviétiques de Sorrente (prix La Sirène d'argent).
- 1974 – festival international du film de Milan (Milano Film Festival).